# Zbigniew
Cet article concerne le roi Zbigniew. Pour le prénom, voir Zbigniew (prénom).
Zbigniew, né après 1070 et mort vers 1113, est le fils aîné de Władysław Ier Herman et de son épouse ou maîtresse Przecława (ou Prawdzic).

## Jeunesse à la cour
Zbigniew est le fils aîné du prince Władysław Ier Herman. Le statut de sa mère Przecława est un sujet de controverse entre les historiens. Certains estiment qu'elle était seulement la maîtresse de Władysław, tandis que d'autres affirment qu'ils étaient bien mariés, mais uniquement sous les rites païens et qu'en conséquence le mariage ne pouvait être reconnu par l'Église. Quoi qu’il en soit, Zbigniew est élevé à la cour de son père qui accède au trône en 1079 après la déposition de son frère aîné Bolesław II.
En 1080, Przecława est répudiée, et comme duc de Pologne, Władysław Ier épouse la princesse Judita, fille de Vratislav II de Bohême.

## Exil
Zbigniew ne renonce pas à succéder à son père malgré son illégitimité, car la duchesse est apparemment stérile. Cependant en 1085, probablement en raison de la pression des barons, Władysław rappelle Mieszko Bolesławowic, le fils de Bolesław II, de son exil en Hongrie. Le jeune prince accepte la suzeraineté de son oncle et renonce à ses revendications héréditaires en échange d'une première place dans la ligne de succession. Il reçoit en plus le district de Cracovie.
En 1086, après six ans de mariage, la duchesse Judith donne naissance à un fils, le futur Bolesław III. Avec un fils légitime pour héritier, les positions de Mieszko et de Zbigniew sont remises en cause. Le premier est forcé d'accepter la situation, mais il décède dans des circonstances mystérieuses en 1089. Zbigniew quant à lui, poursuit ses études sous la tutelle de sa grand-mère paternelle, la duchesse douairière Maria Dobroniega, avec l'intention d'entrer dans la carrière ecclésiastique. Trop jeune pour être ordonné prêtre, il est nommé chanoine de Cracovie.
En 1089 après la mort de Judita de Bohème, Władysław se remarie avec Judith de Souabe, sœur d'Henri IV, empereur romain germanique, devenue veuve de Salomon de Hongrie. Les relations entre la nouvelle duchesse et ses beaux-fils sont très tendues, en particulier avec Zbigniew le premier-né. Grâce à ses intrigues, Władysław envoie Zbigniew à l'abbaye de Quedlinbourg en Saxe, où l'abbesse n'est autre que la sœur de Judith. Cette action qui fait de Zbigniew un moine inadmissible à la succession, démontre les efforts du duc pour se débarrasser de lui.

## Prise de pouvoir de Sieciech
Se présentant comme le premier gardien du jeune prince Bolesław, Sieciech (en) obtient le soutien de la duchesse Judith dans ses plans pour s'emparer du pouvoir dans le pays. En l'absence d'un pouvoir fort, Sieciech occupe les plus hautes fonctions militaires dans le pays. Il favorise ses partisans à la cour. Devenu le véritable dirigeant du pays, il fait battre sa propre monnaie.
En 1090, avec l'aide des forces polonaises placées sous son commandement, le comte palatin prend le contrôle de la Poméranie de Gdańsk. Les grandes villes sont occupées par des troupes polonaises, les autres sont incendiées. Une rébellion des élites locaux éclate cependant quelques mois plus tard. La région retrouve rapidement son indépendance et Sieciech échoue dans une tentative pour la récupérer, l'année suivante.

## Le retour du fils aîné
Les méthodes tyranniques du comte palatin se retournent bientôt contre lui. En 1093, un groupe de puissants seigneurs de Silésie enlève Zbigniew de l'abbaye où il est retenu et le ramène en Pologne.
Zbigniew trouve refuge auprès de Magnus, seigneur de Wrocław. Les magnats et la noblesse hongroise apportent rapidement leur soutien. La rébellion grandit forçant le duc à reconnaître son fils aîné comme le successeur légitime.
Sieciech (en) incite Władysław à revenir sur sa parole et à attaquer de nouveau Zbigniew. Celui-ci, n'obtenant pas l'aide promise par les magnats silésiens, s'enfuit en Cujavie. Władysław Herman écrase la Cujavie. Zbigniew se rend, avec la garantie d'avoir la vie sauve, mais il est emprisonné par Sieciech.
En 1097, Sieciech est écarté. Les magnats, partisans des Piasts, qui s'opposent à lui obligent Władysław Herman à confirmer la légitimité de son fils aîné et à partager son territoire avec ses deux fils. L'aîné reçoit la Grande-Pologne, la Cujavie, Sieradz et Łęczyca. Le cadet reçoit la Petite-Pologne, la Silésie, Lubusz et un petit territoire à l'ouest de la Grande Pologne. Władysław Herman conserve la Mazovie (qui doit revenir à Zbigniew après sa mort) et les grandes villes du territoire de Bolesław (qui doivent lui revenir après la mort de Władysław ).
Le 4 juin 1102, Władysław Ier Herman meurt sans avoir décidé lequel de ses deux fils doit lui succéder. Zbigniew et Bolesław entrent en compétition pour prendre l'ascendant l'un sur l'autre.

## Une lutte fratricide pour le pouvoir

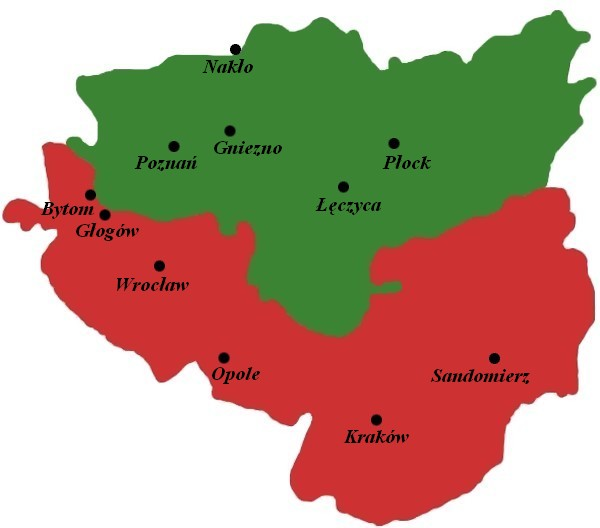
Partage du duché de Pologne en 1102 :
Possessions de Zbigniew.
Possessions de Boleslas.

Vers 1103 le mariage de Bolesław III avec la princesse Zbysława, fille de Sviatopolk II grand-prince de Kiev, scelle son alliance avec la Rus' de Kiev. Zbigniew voit dans cette union une attaque dirigée contre lui. Il tente alors de convaincre les Poméraniens et le duc Bořivoj II de Bohême d'attaquer Bolesław, simultanément sur les deux fronts. En réponse, ce dernier ravage la frontière de Poméranie. Ses expéditions lui apportent un butin précieux et mettent fin à l'alliance de Zbigniew avec les Poméraniens.
En 1105, Zbigniew conclut un accord avec son frère par lequel tous deux s'engagent à ne pas faire d'alliances séparées et à se porter assistance.
En 1106, avec l'aide de ses alliés de Kiev et hongrois, Bolesław III attaque le territoire de Zbigniew. Les forces combinées prennent sans problèmes Kalisz, Gniezno, Spycimierz et Łęczyca et occupent la moitié des domaines du frère aîné. Bolesław s'empare même de Marcin Ier l'archevêque de Gniezno, allié de Zbigniew. Grâce à la médiation de l'évêque Baudouin de Cracovie, Zbigniew reconnaît officiellement Bolesław comme son suzerain, duc de toute la Pologne. Il lui abandonne également tous ses territoires à l’exception de la Mazovie, qu'il conserve à titre de fief.

## Nouvel exil
Zbigniew n'acceptera jamais la suzeraineté de son demi-frère cadet, refusant par exemple d'incendier la forteresse de Kurów et de fournir des militaires dans une campagne contre les Poméraniens à l'hiver 1107-1108. Cette fois Bolesław ne lui pardonne pas et lance une campagne pour se débarrasser de Zbigniew qui est vite obligé de se rendre. Le duc déchu est banni du pays et trouve d'abord refuge en Poméranie, puis en Hongrie et à la cour d'Henri V du Saint-Empire.
En 1109, Henri V, lance une offensive contre la Silésie sous le prétexte de rétablir le pouvoir de Zbigniew. Mais les troupes impériales doivent faire face à la forte résistance des défenseurs de Bytom Odrzański, Głogów, et Wrocław, pour être finalement vaincues à la bataille de Głogów (en) le 14 août 1109.
Depuis son exil en Bohême, Zbigniew et ses alliés tchèques continuent d'attaquer les villes frontalières polonaises. En réaction à l’attitude hostile de la Bohême, Bolesław aide Bořivoj II à monter, à nouveau, sur le trône de Bohême devenu vacant. Bořivoj sera rapidement renversé et exilé par son frère Vladislav Ier de Bohême. Bolesław essaie alors de placer Sobeslav Ier, le jeune frère de Bořivoj, sur le trône de Bohême.

## Épilogue
En 1111, un traité est conclu entre la Pologne et la Bohême : chaque signataire accepte de ne pas encourager chez lui un prétendant à la couronne du pays voisin. Le prince Soběslav se rend au souverain de Bohême et Bolesław obtient que Zbigniew soit renvoyé en Pologne.
Selon Gallus Anonymus, il est d'abord bien traité, mais son arrogance provoque la colère de Bolesław qui l'accuse de trahison et lui fait crever les yeux. Cosmas de Prague prétend au contraire que le châtiment était déjà prévu.
Pour ce crime, Bolesław III est excommunié par l'archevêque de Gniezno, Marcin Ier, qui est resté un fervent partisan de Zbigniew. Toujours selon Gallus Anonymus, après repentance, le souverain polonais aurait obtenu le pardon de son frère.
Les circonstances de la mort de Zbigniew ne sont pas vraiment connues. Toutefois, une notice nécrologique du monastère bénédictin de Lubin donne un indice intéressant : le 8 juillet 1113, est enregistrée la mort d'un moine de l'abbaye de Tyniec, au nom de frère Zbigniew. Quelques historiens semblent s'accorder pour dire qu'il pourrait bien s'agir du frère de Bolesław III.